# Fleur de Bière
 (juillet 2021).
Fleur de Bière est une boisson spiritueuse à haut degré d'alcool, et marque déposée de la coopérative d'Eguisheim Wolfberger, produite en Alsace, France. Semblable au Marc de Champagne, elle est traditionnellement fabriquée à partir des résidus de la production de la bière. Cela lui confère un goût doux et houblonné qui rappelle à beaucoup les fruits exotiques,.